# Trifolium cherleri
Trifolium cherleri es una especie herbácea perteneciente a la familia de las fabáceas originaria de África. Eurasia y Australia.  

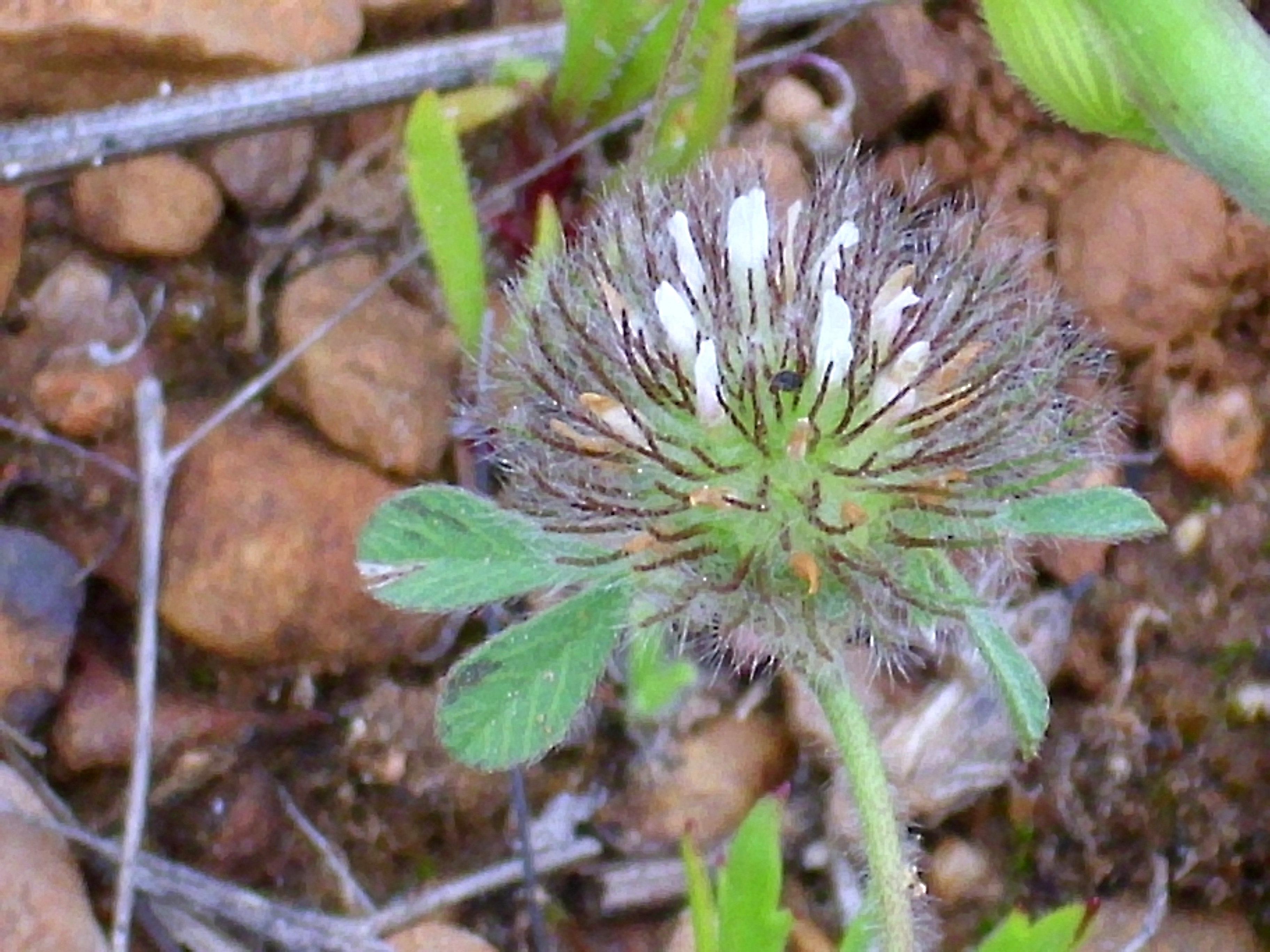
Detalle

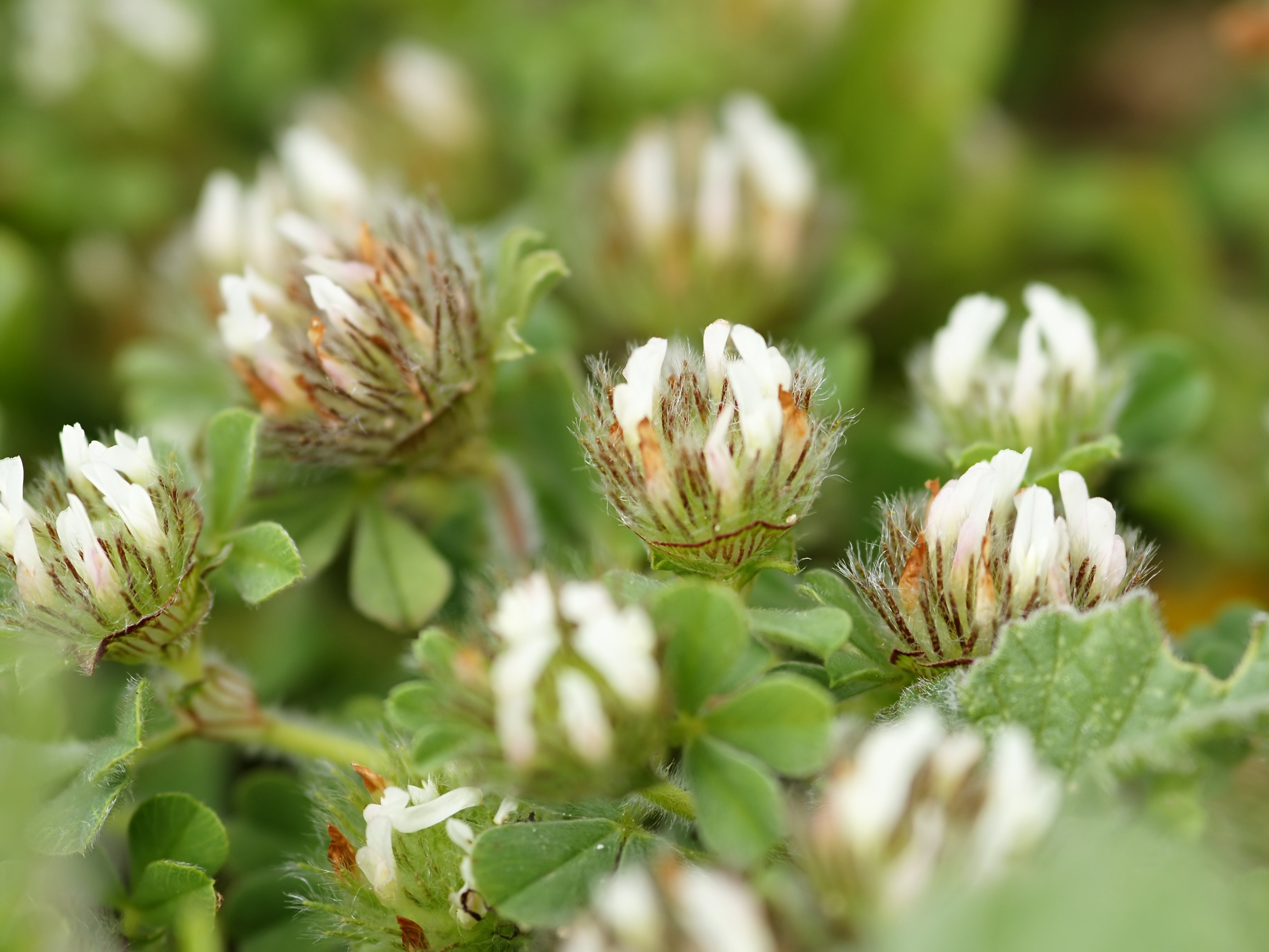
Flores

## Descripción
Trifolium cherleri es una hierba de crecimiento anual, tomentosa. Los tallos alcanzan un tamaño de 5-20 (-35) cm de altura, ascendentes o decumbentes, ramificados. Pecíolos de hasta 50 mm; folíolos de 5-15 mm. Inflorescencias de 15-20 mm de diámetro, hemisféricas,  multifloras, involucradas por las estípulas de las hojas superiores.  Corola de 7-10 mm, tan larga o mis corta que el cáliz, rosada. Tiene un número de cromosomas de 2n = 10. Florece de mayo a junio.

## Distribución y hábitat
Se encuentra en los pastizales de plantas anuales, en suelos pobres y erosionados; silicícola; a una altitud de 0-1000 metros en las regiones mediterráneas del S de Europa, SW de Asia y NW de África; región macaronésica (Madeira y Canarias).

## Taxonomía
Trifolium cherleri fue descrita por Carlos Linneo y publicado en Demonstrationes Plantarum 21. 1753.
Etimología
Trifolium: nombre genérico derivado del latín que significa "con tres hojas".
cherleri: epíteto otorgado en honor del botánico Johann Heinrich Cherler.